# Sonja Levsen
Sonja Levsen (* 17. März 1976) ist eine deutsche Historikerin.

## Leben
Von 1995 bis 2000 studierte sie Geschichte, Politikwissenschaft und Germanistik an den Universitäten Tübingen, Cambridge (UK) und München. Nach der Promotion 2004 im SFB 437 „Kriegserfahrungen. Krieg und Gesellschaft in der Neuzeit“ an der Universität Tübingen und der Habilitation 2017 an der Philosophischen Fakultät der Universität Freiburg war sie von 2022 bis April 2023 Professorin für Neueste Geschichte an der Universität Trier. Seit April 2023 ist sie Professorin für Neuere Geschichte mit besonderer Berücksichtigung der Zeitgeschichte an der Universität Tübingen.
Ihre Forschungsinteressen sind vergleichende und transnationale europäische Geschichte im 19. und 20. Jahrhundert, transnationale Perspektiven des Gesellschaftswandels seit 1945, Geschichte der Demokratie und der Partizipation; Erfahrungsgeschichte der Weltkriegsepoche und Geschichte der Erziehung/Bildung, der Jugend, der Männlichkeit, der Sexualität und der Gewalt.

## Schriften (Auswahl)
- Elite, Männlichkeit und Krieg. Tübinger und Cambridger Studenten 1900–1929. Göttingen 2006, ISBN 3-525-35151-8.
- mit Cornelius Torp (Hrsg.): Wo liegt die Bundesrepublik? Vergleichende Perspektiven auf die westdeutsche Geschichte. Göttingen 2016.
- Autorität und Demokratie. Eine Kulturgeschichte des Erziehungswandels in Westdeutschland und Frankreich 1945–1975. Göttingen 2019, ISBN 978-3-8353-3563-9.